# Thomas Davies
Thomas Davies (c. 1737 — 16 de março de 1812) foi um artista, naturalista e oficial do exército britânico.
Ele nasceu por volta de 1737 em Shooters Hill (Londres), Inglaterra, e morreu a 16 de março de 1812 em Blackheath (Londres). Foi promovido ao posto de tenente-geral na Artilharia Real. Ele estudou desenho e registrou operações militares em aquarelas durante várias campanhas militares na América do Norte. Mais tarde, ele se tornou um notável artista e naturalista. Ele foi o primeiro a ilustrar e descrever o pássaro-lira soberba.